# Federico Carlo I di Hohenlohe-Waldenburg-Schillingsfürst
Federico Carlo I Giuseppe di Hohenlohe-Waldenburg-Schillingsfürst (nome completo in tedesco: Friedrich Karl I. Joseph, Fürst zu Hohenlohe-Waldenburg-Schillingsfürst; Stoccarda, 5 maggio 1814 – Kupferzell, 26 dicembre 1884) fu principe titolare di Hohenlohe-Waldenburg-Schillingsfürst dal 1839 alla sua morte.

## Biografia
Federico Carlo Giuseppe era figlio di Carlo Alberto III di Hohenlohe-Waldenburg-Schillingsfürst e della sua seconda moglie, la principessa Leopoldina di Fürstenberg. Quando il padre lasciò l'esercito del Württemberg, Federico si recò con i genitori alla corte dello zio Karl Egon II, principe di Fürstenberg a Donaueschingen. Dal 1823 al 1828 frequentò il ginnasio. Nel 1829 iniziò a studiare all'università di Ginevra e dal 1831 proseguì gli studi presso le università di Heidelberg e Tubinga. Nel 1833 entrò nel servizio militare austriaco come tenente e si unì al reggimento degli ussari dell'imperatore Nicola a Pardubitz, ma poi passò al servizio diplomatico e fu addetto militare alla legazione austriaca a San Pietroburgo dal 1835 al 1837. Nell'autunno del 1837, su richiesta personale dello zar Nicola I, divenne suo aiutante di campo. Nel 1838 prese parte a due campagne contro i Circassi nel Caucaso al servizio della Russia e ricevette una spada d'oro d'onore dallo zar come ricompensa per il suo coraggio.
Federico Carlo succedette al padre, che aveva volontariamente rinunciato ai suoi diritti di principe mediatizzato, con un trattato del 26 dicembre 1839 come principe di Hohenlohe-Waldenburg-Schillingsfürst. Fino alla morte di suo padre nel 1843, Federico esercitò anche la prerogativa paterna come membro anziano dell'intero casato di Hohenlohe. La sua residenza permanente era a Kupferzell, ma trascorse i due anni della rivoluzione tedesca del 1848-1849 a Bruxelles. Nel 1848 fu membro del parlamento preliminare. Nel 1850 fu nominato generale russo à la suite e si recò nuovamente a San Pietroburgo durante la guerra di Crimea nel 1854. Divenne aiutante generale russo all'incoronazione dello zar Alessandro II e tenente generale nel 1864.
In qualità di principe mediatizzato, aveva un mandato elettorale nella prima camera degli stati del Württemberg. Fino al 1863, tuttavia, non si presentò mai di persona al Landtag di Stoccarda e da allora fu solitamente rappresentato dal figlio, il principe ereditario Nicola. Dal punto di vista politico, Federico si preoccupò di salvaguardare i propri interessi di signore dei latifondi e fu quindi attivo nell'Associazione dei signori tedeschi dei latifondi. In qualità di presidente, assunse la direzione del Consorzio delle tenute del Württemberg. Oltre ai suoi interessi personali, era anche molto attivo nella politica sociale. Nel 1848 fondò il Bezirkswohltätigkeitsverein für die Standesherrschaft Hohenlohe-Waldenburg e ne fu presidente fino alla morte. Grazie al suo impegno furono fondate molte altre fondazioni e istituzioni caritative. Questi includevano la Wöchnerinnenanstalt a Waldenburg nel 1844, la Leopoldinenstiftung a Kupferzell nel 1844, la Theresienstiftung nel 1852, la Katharinenstiftung nel 1854, la Karlsschule per bambini piccoli nel 1854, un ospedale nel 1861 (chiamato Leopoldinenpflege) e nel 1870 l'associazione medica per vittime della guerra franco-prussiana.
Tra il 1850 e il 1861, Federico fu tutore di Carlo e Alberto di Hohenlohe-Bartenstein. Dal 1850 ricoprì il ruolo di capo del ramo di Waldenburg e dal 1861 quello di principale rappresentante dell'intero casato di Hohenlohe e fu Maestro dell'ordine dinastico della casata di Hohenlohe.
Federico Carlo è considerato uno dei più importanti araldisti tedeschi dell'epoca moderna, in particolare sugli scudi, con un notevolissimo lavoro di interpretazione allegorica del significato dei simboli araldici

## Matrimonio e figli
Federico Carlo sposò il 26 novembre 1840 a Langenburg, sua cugina Teresa (1816-1891), figlia di Francesco Giuseppe, 5º principe di Hohenlohe-Schillingsfürst, dalla quale ebbe i seguenti figli:
- Nicola (1841–1886), 6º Principe di Hohenlohe-Waldenburg-Schillingsfürst

⚭ 1869 principessa Sarah Maria Esterházy de Galantha
- Vittorio (1842–1885), conte di Waldenburg,

⚭ 1870 baronessa Marie Christine Cathérine di Neukirchen, nata Nyvenheimm
- Alessandra (nata e morta 1844)
- Federico (nato e morto 1845)
- Federico Carlo II (1846–1924), 7º Principe di Hohenlohe-Waldenburg-Schillingsfürst

⚭ 1889 contessa Teresa di Erbach-Fürstenau
- Clodoveo (1848–1929),

⚭ 1. 1877 contessa Francesca Esterházy de Galántha;
⚭ 2. 1890 contessa Sarolta Mailáth de Székhely
- Karl Egon (1849–1910)
- Teresa (1851–1923),

⚭ 1870 conte Ottone di Rechberg e Rothenlöwen di Hohenrechberg
- Luigi Gustavo (1856–1877).

## Ascendenza
|                                                           |                          |                                                    | Genitori                                              |  |  | Nonni |  |  | Bisnonni                                                |  |  | Trisnonni                                             |  |
|                                                           |                          |                                                    |                                                       |  |  |       |  |  | Karl Albrecht I zu Hohenlohe-Waldenburg-Schillingsfürst |  |  | Philipp Ernst zu Hohenlohe-Waldenburg-Schillingsfürst |  |
|                                                           |                          |                                                    |                                                       |  |  |       |  |  | Karl Albrecht I zu Hohenlohe-Waldenburg-Schillingsfürst |  |  | Philipp Ernst zu Hohenlohe-Waldenburg-Schillingsfürst |  |
|                                                           |                          | Franziska Barbara zu Welz-Wilmersdorf              |                                                       |  |  |       |  |  | Karl Albrecht I zu Hohenlohe-Waldenburg-Schillingsfürst |  |  |                                                       |  |
| Karl Albrecht II zu Hohenlohe-Waldenburg-Schillingsfürst  |                          |                                                    |                                                       |  |  |       |  |  | Karl Albrecht I zu Hohenlohe-Waldenburg-Schillingsfürst |  |  |                                                       |  |
|                                                           |                          | Sophie Wilhelmine zu Löwenstein-Wertheim-Rochefort | Dominik Marquard zu Löwenstein-Wertheim-Rochefort     |  |  |       |  |  |                                                         |  |  |                                                       |  |
|                                                           |                          | Sophie Wilhelmine zu Löwenstein-Wertheim-Rochefort | Dominik Marquard zu Löwenstein-Wertheim-Rochefort     |  |  |       |  |  |                                                         |  |  |                                                       |  |
|                                                           |                          | Sophie Wilhelmine zu Löwenstein-Wertheim-Rochefort | Christine von Hesse-Rheinfels-Rotenburg               |  |  |       |  |  |                                                         |  |  |                                                       |  |
| Karl Albrecht III zu Hohenlohe-Waldenburg-Schillingsfürst |                          | Sophie Wilhelmine zu Löwenstein-Wertheim-Rochefort |                                                       |  |  |       |  |  |                                                         |  |  |                                                       |  |
|                                                           |                          | Johann Kazimir Reviczky de Revisnye                | András Reviczky de Revisnye                           |  |  |       |  |  |                                                         |  |  |                                                       |  |
|                                                           |                          | Johann Kazimir Reviczky de Revisnye                | András Reviczky de Revisnye                           |  |  |       |  |  |                                                         |  |  |                                                       |  |
|                                                           |                          | Johann Kazimir Reviczky de Revisnye                | Julianna Nedeczky de Nedecze                          |  |  |       |  |  |                                                         |  |  |                                                       |  |
| Judith Reviczky de Revisnye                               |                          | Johann Kazimir Reviczky de Revisnye                |                                                       |  |  |       |  |  |                                                         |  |  |                                                       |  |
|                                                           |                          | Rosalie Perényi de Perény                          | Adám Perényi de Perény                                |  |  |       |  |  |                                                         |  |  |                                                       |  |
|                                                           |                          | Rosalie Perényi de Perény                          | Adám Perényi de Perény                                |  |  |       |  |  |                                                         |  |  |                                                       |  |
|                                                           |                          | Rosalie Perényi de Perény                          | Erzsébet Fráter                                       |  |  |       |  |  |                                                         |  |  |                                                       |  |
| Friedrich Karl I zu Hohenlohe-Waldenburg-Schillingsfürst  |                          | Rosalie Perényi de Perény                          |                                                       |  |  |       |  |  |                                                         |  |  |                                                       |  |
|                                                           | Karl Egon zu Fürstenberg | Joseph Wilhelm Ernst zu Fürstenberg-Stühlingen     |                                                       |  |  |       |  |  |                                                         |  |  |                                                       |  |
|                                                           | Karl Egon zu Fürstenberg | Joseph Wilhelm Ernst zu Fürstenberg-Stühlingen     |                                                       |  |  |       |  |  |                                                         |  |  |                                                       |  |
|                                                           | Karl Egon zu Fürstenberg | Maria Anna von Waldstein                           |                                                       |  |  |       |  |  |                                                         |  |  |                                                       |  |
| Karl Aloys zu Fürstenberg                                 | Karl Egon zu Fürstenberg |                                                    |                                                       |  |  |       |  |  |                                                         |  |  |                                                       |  |
|                                                           |                          | Maria Josepha von Sternberg                        | Franz Philipp von Sternberg                           |  |  |       |  |  |                                                         |  |  |                                                       |  |
|                                                           |                          | Maria Josepha von Sternberg                        | Franz Philipp von Sternberg                           |  |  |       |  |  |                                                         |  |  |                                                       |  |
|                                                           |                          | Maria Josepha von Sternberg                        | Leopoldine von Starhemberg                            |  |  |       |  |  |                                                         |  |  |                                                       |  |
| Leopoldine zu Fürstenberg                                 |                          | Maria Josepha von Sternberg                        |                                                       |  |  |       |  |  |                                                         |  |  |                                                       |  |
|                                                           |                          | Alexander Ferdinand von Thurn und Taxis            | Anselm Franz von Thurn und Taxis                      |  |  |       |  |  |                                                         |  |  |                                                       |  |
|                                                           |                          | Alexander Ferdinand von Thurn und Taxis            | Anselm Franz von Thurn und Taxis                      |  |  |       |  |  |                                                         |  |  |                                                       |  |
|                                                           |                          | Alexander Ferdinand von Thurn und Taxis            | Maria Ludovika Anna von Lobkowicz                     |  |  |       |  |  |                                                         |  |  |                                                       |  |
| Maria Elisabeth von Thurn und Taxis                       |                          | Alexander Ferdinand von Thurn und Taxis            |                                                       |  |  |       |  |  |                                                         |  |  |                                                       |  |
|                                                           |                          | Marie Henriette zu Fürstenberg                     | Joseph Wilhelm Ernst zu Fürstenberg-Stühlingen (= 24) |  |  |       |  |  |                                                         |  |  |                                                       |  |
|                                                           |                          | Marie Henriette zu Fürstenberg                     | Joseph Wilhelm Ernst zu Fürstenberg-Stühlingen (= 24) |  |  |       |  |  |                                                         |  |  |                                                       |  |
|                                                           |                          | Marie Henriette zu Fürstenberg                     | Maria Anna von Waldstein (= 25)                       |  |  |       |  |  |                                                         |  |  |                                                       |  |
|                                                           |                          | Marie Henriette zu Fürstenberg                     |                                                       |  |  |       |  |  |                                                         |  |  |                                                       |  |